# Jean-Charles-Alexandre Moreau
Ne doit pas être confondu avec Alexandre Moreau de Jonnès (1778-1870), haut fonctionnaire, voyageur et peintre français.
Jean-Charles-Alexandre Moreau, né le 8 novembre 1760 à Rimaucourt et mort à Leopoldstadt (Vienne) le 3 novembre 1840, est un peintre et architecte français.

## Biographie
Jean-Charles-Alexandre Moreau est le fils de Louis Moreau, régisseur des forges et fourneaux de Rimaucourt, et d'Élisabeth Laforest.
Il étudie d’abord l’architecture auprès de Louis-François Trouard et remporte en 1785 le concours de l'Académie des beaux-arts. 
Il part pour Rome, à la Villa Médicis, revient à Paris en 1788 puis étudie la peinture auprès de Jacques-Louis David. En 1792, il obtient le second grand prix en peinture. 
Il épouse le 1er mars 1800 (10 ventôse VIII) Adelaïde Jeanne Suzanne Chendret, en présence du peintre Hubert Robert.
Peintre de genre et d’histoire, il quitte définitivement Paris en 1803, sur une proposition du prince Nicolas II Esterházy. Accompagné de sa famille, il arrive à  
Vienne et devient l'architecte de la cour d’Esterházy. Il est chargé de l’agrandissement du château d’Eisenstadt.